# Wesley Saïd
Wesley Saïd (Noisy-le-Grand, 19 de abril de 1995) es un futbolista francés, juega como delantero y su equipo es el R. C. Lens de la Ligue 1 de Francia.

## Trayectoria
Nacido en Noisy-le-Grand, Saïd se formó en las inferiores de Stade Rennais. Hizo su debut en la Ligue 1 el 31 de agosto de 2013 ante el Lille OSC en un empate sin goles en el Stade de la Route de Lorient a partir del once inicial y fue sustituido por Jonathan Pitroipa después de 73 minutos.
Fue prestado a Stade Lavallois para la temporada 2014-2015 en el último día de la ventana de transferencia. 
Said fue cedido al Dijon FCO de la Ligue 2 para la temporada 2015-16.  
En julio de 2017 firmó un contrato de cuatro años con Dijon FCO. La comisión de transferencia pagada a Rennes fue reportada en 1.5 millones € con un posible 500 000 € más en bonos y una cláusula de 20% de venta.

## Selección nacional

### Categorías inferiores
Nacido en Francia de padre Réunionnais (de ascendencia comorana) y madre mauriciana, Saïd es un exinternacional en categorías inferiores de Francia.

## Clubes
| Club                    | País    | Año           |
| ----------------------- | ------- | ------------- |
| Stade Rennais F. C.     | Francia | 2013-2017     |
| Stade Laval (cesión)    | Francia | 2014-2015     |
| Dijon F. C. O. (cesión) | Francia | 2015-2016     |
| Dijon F. C. O.          | Francia | 2017-2019     |
| Toulouse F. C.          | Francia | 2019-2021     |
| R. C. Lens              | Francia | 2021-presente |